# 奏/LA・LA・LA LOVE SONG
『奏/LA・LA・LA LOVE SONG』（かなで/ラ・ラ・ラ ラブ・ソング）は、JUJUの40枚目のシングル。2020年9月30日に発売された。

## 解説
シングルとしては、前作「STAYIN' ALIVE」より、約7ヶ月ぶりとなる。
本作は、スキマスイッチの「奏 (かなで)」と、久保田利伸の「LA・LA・LA LOVE SONG」の2曲のカバーからなる両A面シングルとなる。
カバー曲の両A面シングルは、2016年の32ndシングル「六本木心中/ラヴ・イズ・オーヴァー」以来となる。
本作は、カバー・アルバム『俺のRequest』の先行シングルとして発売された。

## 収録曲

### CD
1. 奏 (かなで)
作詞・作曲：スキマスイッチ / 編曲：松浦晃久
2. LA･LA･LA LOVE SONG
作詞・作曲：久保田利伸 / 編曲：UTA
3. 奏 (かなで) -Instrumental-
4. LA･LA･LA LOVE SONG -Instrumental-

### DVD (初回限定盤)
JUJU -15th ANNIVERSARY- JUJU HALL TOUR 2019 「YOUR REQUEST」-1st selection-LA LOVE SONG -Instrumental-
1. この夜を止めてよ
2. If
3. ナツノハナ
4. 奇跡を望むなら...